# Polyplectron
Polyplectron – rodzaj ptaków z podrodziny bażantów (Phasianinae) w rodzinie kurowatych (Phasianidae).

## Zasięg występowania
Rodzaj obejmuje gatunki występujące w południowo-wschodniej Azji.

## Morfologia
Długość ciała 35,5–76 cm; masa ciała 238–910 g (samce są większe i cięższe od samic).

## Systematyka

### Etymologia
- Polyplectron (Polyplectrum, Polyplectrus): gr. πολυς polus „wiele, dużo”; πληκτρον plektron „ostroga koguta”[11].
- Diplectron: gr. δι- di- „podwójny”, od δις dis „dwukrotnie”, od δυο duo „dwa”; πληκτρον plektron „ostroga koguta”[12]. Gatunek typowy: Pavo bicalcaratus Linnaues, 1758.
- Diplectropus: gr. δι- di- „podwójny”, od δις dis „dwukrotnie”, od δυο duo „dwa”; πληκτρον plektron „ostroga koguta”; πους pous, ποδος podos „stopa”[13]. Nowa nazwa dla Diplectron[14].
- Emphania: gr. εμφανης emphanēs „widoczny, jawny”, od εμφαινω emphainō „pokazywać się”[15]. Gatunek typowy: Polyplectron napoleonis Lesson, 1831.
- Chalcurus: epitet gatunkowy Polyplectrum chalcurum Lesson, 1831; gr. χαλκος khalkos „brąz, miedź”; -ουρος -ouros „-ogonowy”, od ουρα oura „ogon”[16]. Gatunek typowy: Polyplectrum chalcurum Lesson, 1831.

### Podział systematyczny
Do rodzaju należą następujące gatunki:
- Polyplectron napoleonis Lesson, 1831 – wieloszpon lśniący
- Polyplectron malacense (Scopoli, 1786) – wieloszpon pawi
- Polyplectron schleiermacheri Brüggemann, 1877 – wieloszpon białobrody
- Polyplectron germaini Elliot, 1866 – wieloszpon wietnamski
- Polyplectron katsumatae Rothschild, 1906 – wieloszpon hajnański
- Polyplectron inopinatum (Rothschild, 1903) – wieloszpon rdzawogrzbiety
- Polyplectron bicalcaratum (Linnaeus, 1758) – wieloszpon szary
- Polyplectron chalcurum Lesson, 1831 – wieloszpon brązowy